# كريستين لويز من أوتينغن-أوتينغن
كريستين لويز من أوتينغن-أوتينغن (بالألمانية: Christine Luise von Öttingen)‏ (أوتينغن؛ 20 مارس 1671 - 3 سبتمبر 1747؛ بلانكنبورغ)؛ كانت دوقة براونشفايغ-لونيبورغ وأميرة فولفنبوتل وأميرة بلانكنبورغ من خلال الزواج.

## السيرة الذاتية
كريستين لويز هي ابنة ألبرخت إرنست الأول من أوتينغن-أوتينغن الذي رُقي إلى الأمير الإمبراطوري في 1674 وزوجته كريستينه فريدريكه من فورتمبيرغ ابنة ايبرهارد الثالث دوق فورتمبيرغ الثالثة، والدتها توفيت قبل بلوغها العام الرابع، بذلك أصبحت ترعرع في بلاط خالتها كريستين شارلوت حاكمة فريزيا الشرقية في آوريخ خلال إقامتها هناك أصبح لديها شغف في المسرح، وكما أنها لعبت دور المرأة الرئيسية في مسرحية السيد من تأليف بيير كورني؛ بحيث أنها لعبت دور القيادة في العديد من العروض المسرحية، وأيضا ظهرت مع زوجها المستقبلي في 1689 في مسرحية بيرينيه من تأليف جان راسين بدور القيادة.
منذ 22 أبريل 1690 أصبحت متزوجة من لودفيغ رودولف من براونشفايغ-فولفنبوتل في آوريخ؛ ومنذ 1707 إقامة مع زوجها في بلانكنبورغ وبعد زواج ابنته الكبرى من أرشيدوق النمسا، تم ارتقاء بلانكنبورغ من كونتية إلى إمارة الإمبراطورية من قبل الإمبراطور يوزف الأول.
ومع ذلك شاركت في العروض المسرحية بحيث أنها جمعت العديد من الفنانين والعلماء من أوتينغن وفريزيا الشرقية، خلال إقامتها في بلانكنبورغ قامت مع زوجها بعناية بحياة الزراعية كبيرة، وأيضا كان لها تأثير على زوجها على الشؤون السياسية وشؤون الموظفين، وبعد وفاة صهرها الدوق أوغست فيلهلم دون وريث في مارس 1731 أصبح زوجها دوق براونشفايغ-فولفنبوتل التالي وانتقلت معه للعيش في عاصمة الإمارة في فولفنبوتل، مع ذلك هو الأخر توفي في مارس 1735، بذلك عادت إلى بلانكنبورغ وعاشت من تبقى من حياتها هناك حتى وفاتها في سبتمبر 1747، وإما في فولفنبوتل فخلفتهما ابنتها الصغرى وزوجها.
انجبت كريستين لويز لـ لودفيغ رودولف أربعة بنات، ثلاثة منهن وصلن سن الرشد، مع ذلك حماها الطموح أنتوني أولريخ دوق براونشفايغ-فولفنبوتل هو من قام بترتيب الزواج لهن الذي كان نجاح إلى حد ما؛ بحيث شمل أحفادها من الإمبراطورة ماريا تيريزا من النمسا، وبيتر الثاني إمبراطور روسيا، وإليزابيث كريستين ملكة بروسيا، ويوليانا ماريا ملكة الدنمارك-النرويج، وأيضا أحفاد الدرجة الثانية ماري أنطوانيت ملكة فرنسا، إيفان السادس إمبراطور روسيا، فريدرخ فيلهلم الثاني ملك بروسيا؛ في حين شمل أحفادها من الدرجة الثالثة فرانتس الثاني إمبراطور روماني مقدس، وليوبولد الأول ملك بلجيكا، وفيليم الأول ملك هولندا، وأيضا أحفادها من الدرجة الرابعة فيكتوريا ملكة المملكة المتحدة وقرينها الأمير ألبرت من ساكس-كوبورغ وغوتا، وأيضا فرناندو الثاني ملك البرتغال، وأيضا تعتبر جدة جميع ملوك المسيحية في الحرب العالمية الأولى والثانية.

## الذرية
- الدوقة إليزابيث كريستين (1691 - 1750)؛ تزوجت من كارل السادس إمبراطور روماني مقدس.
- شارلوت أوغسته (1692).
- الدوقة شارلوت كريستين صوفي (1694 - 1715)؛ تزوجت من ألكيسي بيتروفيتش ابن ووريث بطرس الأكبر إمبراطور روسيا.
- أنطوانيت أمالي (1696 - 1762)؛ تزوجت من فرديناند ألبرخت الثاني دوق براونشفايغ-فولفنبوتل.